# 養老ジャンクション

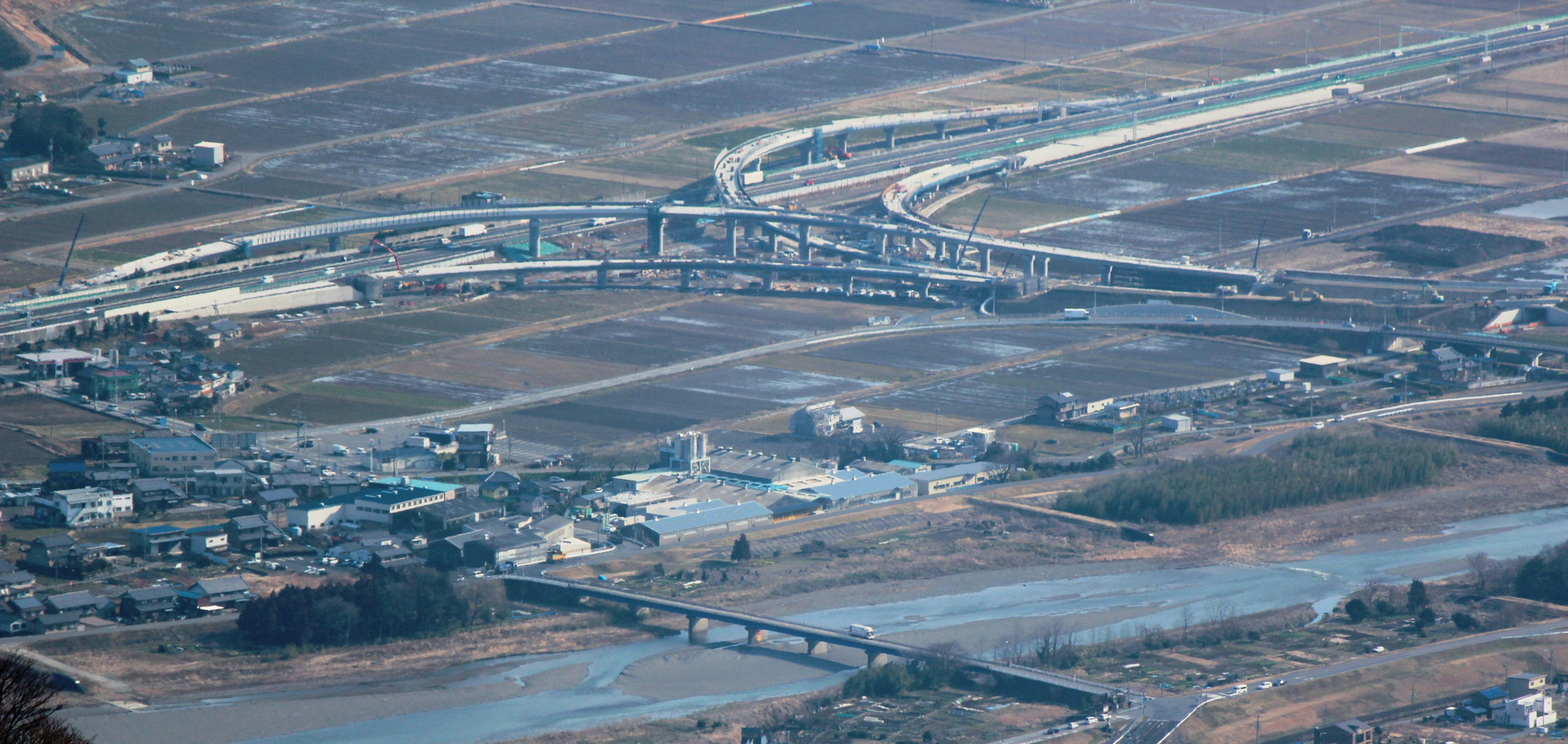
建設時の養老ジャンクション （2012年3月 撮影）

養老ジャンクション（ようろうジャンクション）は、岐阜県養老郡養老町にある名神高速道路と東海環状自動車道を結ぶジャンクションである。
名神高速道路の小牧ICから（小牧ICで直結する東名高速道路を含めると豊田JCTから）ここまでの区間および東海環状自動車道の全線では、利用距離あたりの高速料金が大都市近郊区間の料金水準となる。
当ジャンクションから利用可能な東海環状自動車道のインターチェンジの料金所は、全てETC専用となっているため、現金車（一般車）は当ジャンクションを利用して名神高速道路から東海環状自動車道に入ることが出来ない。

## 接続する路線
- E1 名神高速道路 (26-1番)
- C3 東海環状自動車道

## 歴史
- 2012年（平成24年）9月15日 : 大垣西IC - 養老JCT間 開通に伴い供用開始[3]。
- 2017年（平成29年）10月22日 : 養老JCT - 養老IC間 開通[4]。

## 隣
E1 名神高速道路
(26) 大垣IC - (26-1) 養老JCT - (26-2) 養老SA/スマートIC - (27) 関ヶ原IC
C3 東海環状自動車道
(16) 大垣西IC - (26-1) 養老JCT - (17) 養老IC